# Borga kyrkplats
Borga kyrkplats är belägen i Edsvära socken och tillhörde Skara stift. Det var platsen för kyrkan i Borga församling som upphörde 1552. Den forna kyrkan var uppbyggd på en ås som tidigare utgjort ett förkristet höggravfält.
Kyrkoruinen finns på en åkerholme uppe på en mindre ås alldeles invid landsvägen Falköping - Trollhättan. Platsen för kyrka och kyrkogård var tidigare Borga bys gamla ättehage (förkristen begravningsplats). Inom den forna kyrkogården syns ännu resterna efter minst fyra gravrösen. En större hög och en domarring finns strax utanför. Hur stort gravfältets området tidigare varit är okänt då området exploaterats och använts som grustäckt i åsmitten.          
Vid en undersökning av kyrkoruinen år 1957 framgrävdes resterna efter långhus och ett rakslutet kor. Anläggningen var murad av natursten och mäter 11 x 7 meter utvändigt. Invändigt har långhuset varit 5,5 x 4,8 meter och koret 2,8 x 2,8 meter. Korets öppning till långhus är 1,3 meter brett. Ingången i södra muren uppmättes till 0,8 meter. Förutom resterna av altarets stående kloss vid östra korgaveln påträffades ett kvarnstensliknande fundament till dopfunten. Den är 1,6 meter i diameter och försedd med hål i centrum.    

Efter att platsen undersökts konserverades ruinen och hela fornminnesområdet röjdes från onödig vegetation. Vid platsen för kyrkan restes också en minnessten.

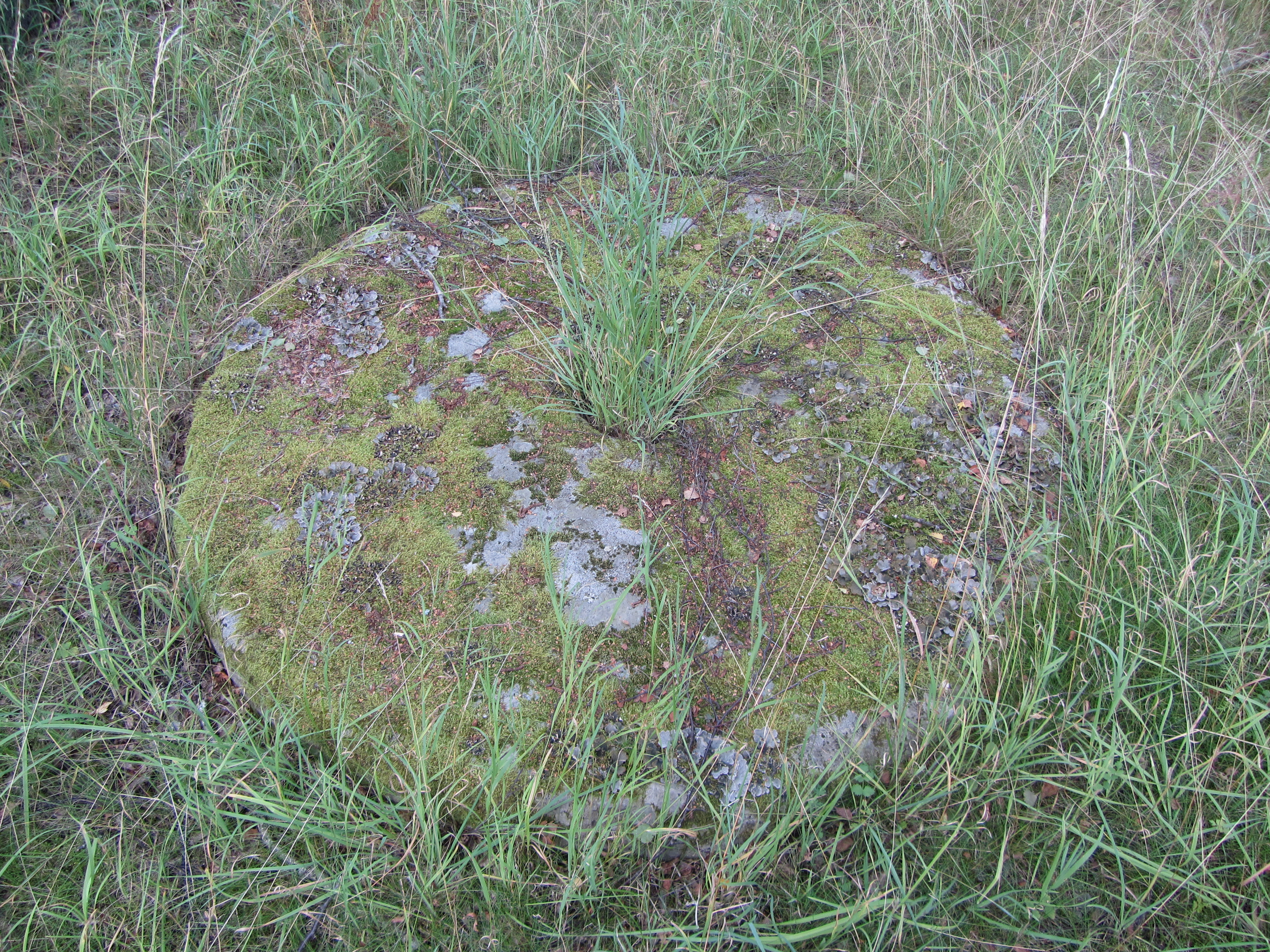
Dopfuntens fot
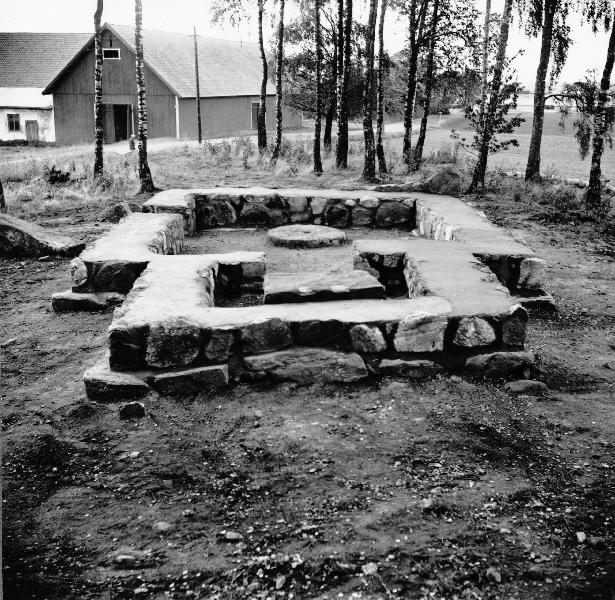
Undersökning avslutad
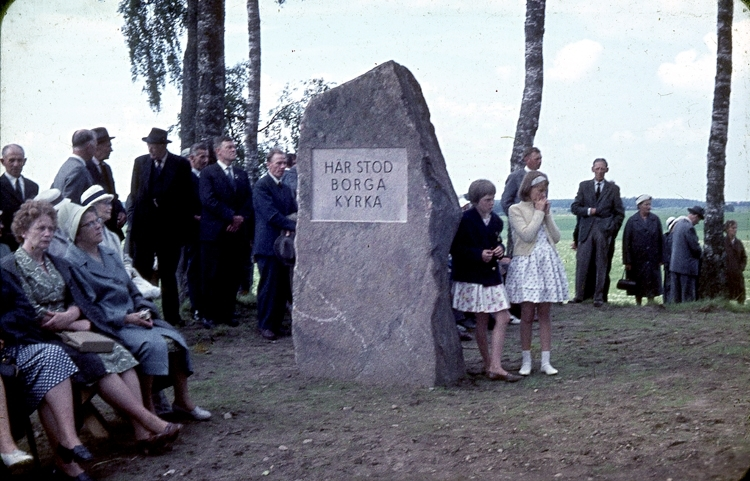
Invigning av minnesstenen 1963